# لويد سوندرز
لويد سوندرز (23 سبتمبر 1897 في نيوزيلندا - 8 مارس 1984 في نيوزيلندا) (بالإنجليزية: Lloyd Saunders)‏ هو لاعب كريكت نيوزلندي.

## وصلات خارجية
- لويد سوندرز على موقع إي آس بي آن كريك إنفو (الإنجليزية)